# Pyrnus pins
Pyrnus pins is een spinnensoort uit de familie Trochanteriidae. De soort komt voor in Nieuw-Caledonië.